# Dupucharopa millestriata
Dupucharopa millestriata är en snäckart som först beskrevs av Smith 1874.  Dupucharopa millestriata ingår i släktet Dupucharopa och familjen Charopidae. IUCN kategoriserar arten globalt som sårbar. Inga underarter finns listade i Catalogue of Life.